# Colobodactylus taunayi
Colobodactylus taunayi — вид ящірок родини гімнофтальмових (Gymnophthalmidae). Ендемік Бразилії. Вид названий на честь бразильського письменника Афонсу д'Ескраньйоля Тоне.

## Поширення і екологія
Colobodactylus taunayi мешкають на сході Бразилії, в штатах Сан-Паулу, Парана і Санта-Катарина. Вони живуть у вологих атлантичних лісах, в лісові підстилці.